# Michael Hornsteiner
Michael Hornsteiner (28. května 1839, Kladruby – 7. března 1902, Praha) byl český římskokatolický kněz německého původu a kanovník Metropolitní kapituly u sv. Víta v Praze.

## Život
Narodil se 28. května 1839 v Kladrubech v okrese Rokycany.
Po studiu teologie byl v Praze dne 31. července 1864 vysvěcen na kněze. Po vysvěcení začal působit jako kaplan v Kozlově a o rok později 2. srpna 1865 se stal kaplanem v Žluticích. Dne 26. srpna 1866 se stal kaplanem v Černošíně a 25. července 1871 farářem v Otíně.
Dne 11. srpna 1883 byl zvolen kanovníkem metropolitní kapituly pro cathedra germanica a ve stejný rok byl 14. října instalován. Mezi funkce, které zastával jako kanovník, patřilo dále: děkan kostela svatého Apolináře (1890), canonicus senior (1891), canonicus cantor (1891), canonicus custos (1891), praelatus scholasticus (1897) a praelatus archidiaconus (1898).
Dne 12. prosince 1883 se stal radou arcibiskupské konzistoře.
Zemřel 7. března 1902 a pohřben byl ve svém rodišti v Kladrubech.